# المخلاف (صعفان)

تعديل مصدري - تعديل

المخلاف هي إحدى قرى عزلة الطرف بمديرية صعفان التابعة لمحافظة صنعاء، بلغ تعداد سكانها 580 نسمة حسب تعداد اليمن لعام 2004.